# سالی واتسون چیزم
سالی واتسون پنی چیزم (متولد ۱۹۴۷) یک اقیانوس‌شناس زیستی اهل آمریکا است که در مؤسسه فناوری ماساچوست فعال است. او متخصص در بوم‌شناسی و تکامل میکروب‌های اقیانوسی است. تحقیقات او به‌طور خاص بر روی پرجمعیت‌ترین فیتوپلانکتون دریایی، پروکلروکوکوس متمرکز است که او در دهه ۱۹۸۰ با همکاری راب اولسن و دیگر پژوهشگران کشف کرد. او یک سخنرانی تد دربارهٔ این کشف و اهمیت آن با عنوان «موجود کوچک که به‌طور پنهانی سیاره را به حرکت درمی‌آورد» ارائه داده است.

## زندگی اولیه و تحصیلات
چیزم در مارکی، میشیگان متولد شد و در سال ۱۹۶۵ از دبیرستان مارکت سینیر فارغ‌التحصیل شد. او در کالج اسکیدمور تحصیل کرد و در سال ۱۹۷۴ دکترای خود را از دانشگاه ایالتی نیویورک در آلبانی دریافت کرد. پس از دریافت دکترا، او از ۱۹۷۴ تا ۱۹۷۶ به‌عنوان پژوهشگر فوق‌دکترا در مؤسسه اقیانوس‌شناسی اسکریپس فعالیت کرد.

## حرفه
چیزم از سال ۱۹۷۶ عضو هیئت علمی مؤسسه فناوری ماساچوست بوده و از سال ۱۹۷۸ به‌عنوان دانشمند مهمان در مؤسسه اقیانوس‌شناسی وودز هول فعالیت کرده است. تحقیقات او بر بوم‌شناسی فیتوپلانکتون‌های دریایی متمرکز است.
تحقیقات اولیه چیزم بر فرآیندهای جذب مواد مغذی توسط پلانکتون‌ها و تأثیر آن‌ها بر چرخه زندگی این موجودات در مقیاس‌های زمانی روزانه متمرکز بود. این امر او را به استفاده از فلو سیتومتری سوق داد که می‌تواند ویژگی‌های سلول‌های منفرد را اندازه‌گیری کند.
کاربرد فلو سیتومتری در نمونه‌های محیطی باعث شد که چیزم و همکارانش (به‌ویژه راب اولسن و هایدی سوسیک) کشف کنند که پلانکتون‌های کوچک‌تر (به‌ویژه پروکلروکوکوس و سینکوکوکوس) سهم بسیار بیشتری از تولید زیستی اقیانوسی را نسبت به آنچه قبلاً تصور می‌شد، بر عهده دارند. پیش از این، اقیانوس‌شناسان زیستی عمدتاً بر دیاتومه‌های سیلیسی به‌عنوان مهم‌ترین فیتوپلانکتون تمرکز داشتند که سالانه ۱۰ تا ۲۰ گیگاتن کربن جذب می‌کنند. تحقیقات چیزم نشان داد که مقدار حتی بیشتری از کربن از طریق این جلبک‌های کوچک چرخه می‌شود، که ممکن است در چرخه نیتروژن جهانی نیز نقش مهمی داشته باشند.
سالی واتسون "پنی" چیشولم (زادهٔ ۱۹۴۷) یک اقیانوس‌نگاری زیستی آمریکایی در مؤسسه فناوری ماساچوست است. او در زمینه میکروب‌های اقیانوسی و تکامل آن‌ها تخصص دارد. پژوهش‌های او عمدتاً بر روی فراوان‌ترین فیتوپلانکتون دریایی، پروکلروکوکوس، متمرکز است که در دهه ۱۹۸۰ همراه با راب اولسون و دیگر همکارانش آن را کشف کرد. او یک سخنرانی تد با عنوان موجود ریزی که به‌طور مخفیانه سیاره را نیرو می‌بخشد دربارهٔ این کشف و اهمیت آن دارد.

## زندگی اولیه و تحصیلات
چیشولم در مارکی، میشیگان به دنیا آمد و در سال ۱۹۶۵ از دبیرستان مارکت سینیور فارغ‌التحصیل شد. او در کالج اسکیدمور تحصیل کرد و در سال ۱۹۷۴ دکترای خود را از دانشگاه ایالتی نیویورک در آلبانی دریافت کرد. پس از دریافت مدرک دکترا، او از ۱۹۷۴ تا ۱۹۷۶ به‌عنوان پژوهشگر فوق‌دکتری در مؤسسه اقیانوس‌شناسی اسکریپس فعالیت کرد.

## حرفه
چیشولم از سال ۱۹۷۶ عضو هیئت علمی مؤسسه فناوری ماساچوست بوده و از ۱۹۷۸ به‌عنوان دانشمند مهمان در مؤسسه اقیانوس‌شناسی وودز هول فعالیت کرده است. پژوهش‌های او عمدتاً بر روی فیتوپلانکتون‌های دریایی متمرکز بوده‌اند.
چیشولم در سال‌های اخیر نقش فعالی در مخالفت با استفاده از کوددهی با آهن به‌عنوان یک راه‌حل فناورانه برای تغییرات اقلیمی ناشی از انسان داشته است.
در سال ۱۹۹۴، چیشولم یکی از ۱۶ عضو زن هیئت علمی دانشکده علوم مؤسسه فناوری ماساچوست بود که نامه‌ای را خطاب به رئیس وقت دانشکده علوم، رابرت بیرگنو، امضا کردند. این اقدام آغازگر کمپینی برای برجسته‌سازی و مبارزه با تبعیض جنسیتی در این مؤسسه شد.

## جوایز و افتخارات
چیشولم از سال ۲۰۰۳ عضو آکادمی ملی علوم ایالات متحده و از سال ۱۹۹۲ عضو آکادمی هنرها و علوم آمریکا است.
در ژانویه ۲۰۱۰، او مدال الکساندر آگاسیز را برای مطالعات پیشگامانه در مورد مهم‌ترین ارگانیسم‌های فتوسنتزکننده در دریا و ادغام این نتایج در درک جدیدی از اقیانوس جهانی دریافت کرد.
چیشولم در سال ۲۰۱۲ به‌طور مشترک برنده جایزه روث پاتریک از انجمن علوم آب‌شناسی و اقیانوس‌شناسی شد.
او در ۱ فوریه ۲۰۱۳ از باراک اوباما، مدال ملی علوم دریافت کرد.
در سال ۲۰۱۳، او جایزه رامون مارگالف در اکولوژی را برای «یکی از پربارترین، کاریزماتیک‌ترین و فعال‌ترین پژوهشگران زیست‌شناسی و بوم‌شناسی دریایی» دریافت کرد.